# Norbert Tamba Sandouno
Norbert Tamba Sandouno, né le 6 juin 1967 à Koniandou, préfecture de Guéckédou, est un membre du clergé catholique guinéen.
Il est nommé évêque du diocèse de Guéckédou.

## Biographie
Norbert Tamba Sandouno a fréquenté le séminaire des garçons Jean XXIII à Kindia, a terminé son postulat à la congrégation des frères miséricordieux de Saint Jean de Dieu à Thiès au Sénégal, puis est entré au séminaire de Kankan. Il a ensuite étudié la philosophie au séminaire Saint Augustin de Bamako et la sociologie à l'Université Gamal-Abdel-Nasser de Conakry. Il complète à nouveau ses études théologiques au séminaire de Bamako. Le 18 novembre 2007, il est ordonné prêtre pour le diocèse de Kankan.
Il reçoit sa première nomination comme aumônier à l'église Notre Dame du Rosaire de Guéckédou, qui deviendra plus tard la cathédrale du diocèse de Guéckédou. En plus d'autres tâches de pastorale, il a été de 2013 à 2015 curé de la cathédrale du diocèse de Kankan, membre du collège des consulteurs et responsable de la commission diocésaine Justitia et Pax. De 2016 à 2017, il a été curé de la paroisse Notre Dame du Rosaire à Guéckédou et vicaire épiscopal pour la pastorale familiale et laïque. De 2017 à 2019 il est à nouveau curé de la cathédrale de Kankan et à partir de 2021 curé de la paroisse Saint Philippe à Houidou dans la préfecture de Guéckédou.
Le pape François l'a nommé le 29 juin 2023 comme premier évêque du diocèse de Guéckédou, institué à la même date.